# バンコク国際映画祭
バンコク国際映画祭（英語：Bangkok International Film Festival, BKKIFF タイ語：เทศกาลภาพยนตร์นานาชาติกรุงเทพฯ）は、2003年から毎年タイ王国バンコクで開かれる映画祭である。上映、セミナー、イベント、ゴールデン・キンナラ賞がある。

## 歴史

### 初期
ネーション・マルチメディア・グループが、タイ国政府観光庁(TAT)の協力で2003年にバンコク国際映画祭を初めて開催した。
2003年以前は、ネーション・マルチメディア・グループは、バンコク映画祭(『国際』と言う言葉が無い)を組織していた。 2003年以降、ネーション・グループとタイ国政府観光庁は分裂し、タイ国政府観光庁は、バンコク国際映画祭を2004年からも継続、ネーション・マルチメディアは、バンコク世界映画祭 (World Film Festival of Bangkok) を2003年10月から開始した。
2003年から2006年まで、タイ国政府観光庁は、バンコク国際映画祭のマネジメント業務をカリフォルニア州ロサンゼルスの企業、フェスティバル・マネジメント社に委託した。
カトリーヌ・ドヌーヴ、ジェレミー・アイアンズ、マイケル・ダグラス、ジャン＝クロード・ヴァン・ダム、スティーヴン・セガール、バイ・リン、クリストファー・リー、オリバー・ストーン、テリー・ギリアム、ジョエル・シュマッカーなどのセレブが、映画祭に参加するためにバンコクに派遣され、花や赤絨毯の間を通る開幕式や、カクテルパーティー、祝賀会などに参加した。

### クーデター後の映画祭、収賄疑惑
2006年の軍事クーデター後、軍部が主導するタイ国家安全保障会議 (Council for National Security) により設置された政府が、1.8億バーツあった映画祭の予算を3分の2削減し、6000万バーツにした。予算を削減した結果、タイ国政府観光庁は、フェスティバル・マネジメント社と契約を解除し、2007年の映画祭を1月から7月に延期した。
アジア映画 (Asian cinema) に焦点を当て、インド女優のヘマ・マリニ (Hema Malini) をレトロプログラムに招聘するなどしたが、結果として前年までに比べて、注目度の低いイベントとなった。
2007年から、映画祭の運営は、タイ国政府観光庁から、タイ国政府商務省輸出振興局に移転した。
2007年12月、アメリカ合衆国司法省は、フェスティバル・マネジメント社のオーナーである、ジェラルド・グリーン、パトリシア・グリーンの2名を逮捕した。連邦捜査局捜査員の宣誓供述書 (affidavit) で、グリーンは、170アメリカ・ドルの契約のため、宣誓供述書で特定されているタイ国政府観光庁長官に、賄賂を贈ったとされる連邦海外腐敗行為防止法違反で告発された。
タイでは、2002年から2006年まで長官だったJuthamas Siriwanが、不正は無かったと疑惑を否定したが、2007年のタイ国総選挙  (Thai general election, 2007) 数日前、Siriwanが下院議員のリーダーだった国家貢献党を離党した。
2008年2月後半、タイ国政府観光庁のウェブサイトで、2008年のバンコク国際映画祭を7月に開催すると発表した。その後延期され、9月に開催された。タイ国政府観光庁はメインスポンサーで、組織運営は国家映画協会連盟(Federation of National Film Associations)とタイ映画監督協会(Thai Film Directors Association)が行った。

## プログラム

### 選考会

#### 国際選考会
外国人の審査員 により、国際選考会に12の外国の映画が選ばれ、最優秀外国作品賞、最優秀外国監督賞、最優秀外国男優賞、最優秀外国女優賞が授与される。

#### アセアン選考会
アセアン諸国の過去の映画から最優秀作品が選ばれる。
選考対象の国: ブルネイ、カンボジア、インドネシア、ラオス、マレーシア、ミャンマー、フィリピン、シンガポール、タイ、ベトナム
アセアン選考会は、FIPRESCI(国際映画批評家連盟)のメンバーで審査される。受賞者は、ゴールデン・キンナラ賞、最優秀アセアン作品賞が授与される。

## 賞

### コンペ
- ゴールデン・キンナラ賞
- 最優秀作品賞
- 最優秀監督賞
- 最優秀男優賞
- 最優秀女優賞
- 最優秀映画写真家賞
- 最優秀アセアン作品賞
- 最優秀アセアン・ショートフィルム賞
- 最優秀ドキュメンタリー賞
- 新しい声賞(New Voices Award(最優秀新人監督))
- ジェイムソン・タイ人民の選択賞(The Jameson Thai People’s Choice Award)

### Achievement Awards
- Lifetime Achievement Award(s)
- Career Achievement Award(s)
- Award for Outstanding Contribution to the Promotion of Asian Cinema
- Crystal Lens Award (Career Achievement in Cinematography)
- Asian Eyes Award (Excellence in Asian Cinematography)
- Thai Box Office Award (highest grossing Thai film in the previous year)

## 各年度
- 2003 Bangkok International Film Festival
- 2004 Bangkok International Film Festival
- 2005 Bangkok International Film Festival
- 2006 Bangkok International Film Festival
- 2007 Bangkok International Film Festival
- 2008 Bangkok International Film Festival

## 参考
- タイの映画
- タイ映画の一覧 (List of cinemas in Thailand)
- タイ・ショートフィルム・アンド・ビデオフェスティバル (Thai Short Film and Video Festival)
- バンコク世界映画祭 (World Film Festival of Bangkok)